# St. Pölten Hauptbahnhof
St. Pölten Hauptbahnhof vasútállomás Ausztriában, Sankt Pöltenben.

## Vasútvonalak
Az állomást az alábbi vasútvonalak érintik:
- Westbahn
- Mariazellerbahn
- Tullnerfelder Bahn
- Leobersdorfer Bahn

## Kapcsolódó állomások
A vasútállomáshoz az alábbi állomások vannak a legközelebb:
- St. Pölten Traisenpark railway station
- Linz Hauptbahnhof
- Wien Meidling
- Pottenbrunn railway station
- Bahnhof Tullnerfeld
- Prinzersdorf railway station
- St. Pölten Alpenbahnhof
- Wien Hütteldorf
- Bahnhof Amstetten
- Bahnhof St. Pölten-Kaiserwald

## Forgalom

### Távolsági
| Járat             | Útvonal | Gyakoriság                                          |
| ----------------- | --- | --------------------------------------------------- |
| Xpress            | München – Salzburg Hauptbahnhof – Linz Hauptbahnhof – St. Pölten Hauptbahnhof – Wien Hauptbahnhof (– Budapest Keleti pu.) | Railjet Xpress óránként, továbbá egyetlen ICE-vonat |
| Intercity-Express | Frankfurt (Main) Hauptbahnhof – Frankfurt (Main) Flughafen – Würzburg Hauptbahnhof – Nürnberg Hauptbahnhof – Regensburg Hauptbahnhof – Plattling – Passau Hauptbahnhof – Wels Hauptbahnhof – Linz Hauptbahnhof – St. Pölten Hauptbahnhof – Wien Meidling – Wien Hauptbahnhof                                          | kétóránként                                         |
| Railjet           | (Zürich HB – Feldkirch – Innsbruck Hauptbahnhof – Rosenheim) Salzburg Hauptbahnhof – Wels Hauptbahnhof – Linz Hauptbahnhof – St. Pölten Hauptbahnhof – Wien Meidling – Wien Hauptbahnhof – Flughafen Wien | óránként                                            |
| 94/95             | Warnemünde – Rostock Hauptbahnhof – Berlin Hauptbahnhof – Leipzig Hauptbahnhof – Nürnberg Hauptbahnhof – Regensburg Hauptbahnhof – Plattling – Passau Hauptbahnhof – Schärding – Wels Hauptbahnhof – Linz Hauptbahnhof – St. Pölten Hauptbahnhof – Wien Meidling – Wien Hauptbahnhof                                  | Egy vonatpár éjszaka                                |
| 1018/1019         | Wien Hauptbahnhof – St. Pölten Hauptbahnhof – Linz Hauptbahnhof – Attnang-Puchheim – Gmunden – Altmünster – Ebensee Landungsplatz – Bad Ischl – Bad Goisern – Steeg-Gosau – Hallstatt – Obertraun-Dachsteinhöhlen – Bad Aussee – Kainisch – Bad Mitterndorf-Heilbrunn – Bad Mitterndorf – Tauplitz – Stainach-Irdning | Egy vonatpár                                        |
|                   | Salzburg Hauptbahnhof – Attnang-Puchheim – Wels Hauptbahnhof – Linz Hauptbahnhof – Amstetten – St. Pölten Hauptbahnhof – Wien Hütteldorf – Wien Westbahnhof | órás ütem                                           |
| 462/463           | Budapest Keleti – Kelenföld – Tatabánya – Győr – Mosonmagyaróvár – Hegyeshalom – Wien Hauptbahnhof – Wien Meidling – St. Pölten Hauptbahnhof – Linz Hauptbahnhof – Salzburg Hauptbahnhof – Rosenheim – München Ost – München Hauptbahnhof (közvetlen kocsi Bukarestbe)                                                | Egy vonatpár éjszaka                                |
| 466/467           | Budapest Keleti – Kelenföld – Tatabánya – Győr – Mosonmagyaróvár – Hegyeshalom – Wien Hauptbahnhof – Wien Meidling – St. Pölten Hauptbahnhof – Linz Hauptbahnhof – Salzburg Hauptbahnhof – Innsbruck Hauptbahnhof – Bludenz – Feldkirch – Buchs SG – Sargans – Zürich HB                                              | Egy vonatpár éjszaka                                |
| 490/491           | Wien Hauptbahnhof – Wien Meidling – St. Pölten Hauptbahnhof – Linz Hauptbahnhof – Wels Hauptbahnhof – Passau Hauptbahnhof – Regensburg Hauptbahnhof – Nürnberg Hauptbahnhof – Würzburg Hauptbahnhof – Göttingen – Hannover Hauptbahnhof – Hamburg-Harburg – Hamburg Hauptbahnhof – Hamburg Dammtor – Hamburg-Altona   | Egy vonatpár éjszaka                                |

### Regionális
| Linie  | Strecke                                                 |
| ------ | ------------------------------------------------------- |
|        | Wien Westbahnhof – St. Pölten Hbf – Amstetten           |
|        | Wien Westbahnhof – Neulengbach – St. Pölten Hbf         |
| R      | St. Pölten Hbf – Pöchlarn                               |
| R      | St. Pölten Hbf – Krems/Donau – Horn – (Sigmundsherberg) |
| R (R ) | St. Pölten Hbf – Pöchlarn (– Scheibbs)                  |
| R      | St. Pölten Hbf – Hainfeld                               |
| R      | St. Pölten Hbf – Schrambach                             |
| R      | St. Pölten Hbf – Laubenbachmühle – Mariazell            |

### S-Bahn
| Linie | Strecke                                              |
| ----- | ---------------------------------------------------- |
| S40   | Wien Franz-Josefs-Bahnhof – Tulln – (St. Pölten Hbf) |

### Regionális vonatok
| Járat | Útvonal                                                            |
| ----- | ------------------------------------------------------------------ |
| REX R | St. Valentin – St.Pölten Hbf – Wien Westbf.                        |
| REX R | St.Pölten Hbf – Krems                                              |
| REX R | St.Pölten Hbf – Schrambach                                         |
| REX R | St.Pölten Hbf – Hainfeld                                           |
| REX R | St.Pölten Hbf – Laubenbachmühle –Bahnhof Mariazell (St. Sebastian) |
| R     | St.Pölten Hbf – Amstetten / Lilienfeld                             |

### S-Bahn
| Járat | Útvonal                                              |
| ----- | ---------------------------------------------------- |
| S40   | Wien Franz-Josefs-Bahnhof ↔ Tulln – (St. Pölten Hbf) |